# Undibacterium danionis
Undibacterium danionis es una bacteria gramnegativa del género Undibacterium. Fue descrita en el año 2016. Su etimología hace referencia al pez cebra (Danio rerio). Es aerobia e inmóvil. Tiene un tamaño de 1 μm de ancho por 1,9 μm de largo. Forma colonias circulares, brillantes, de color beige y con bordes lisos en agar R2A tras 3 días de incubación. También crece en agar PYE, pero no en LB, TSA, agar sangre, NA ni MacConkey. Catalasa negativa y oxidasa positiva. Temperatura de crecimiento entre 10-28 °C, óptima de 20-28 °C. Se ha aislado de un pez cebra (Danio rerio), en Chile. 